# Canton de Saint-Denis-2 (Seine-Saint-Denis)
Pour l’article homonyme, voir Canton de Saint-Denis-2 (La Réunion).
Le canton de Saint-Denis-2 est une circonscription électorale française située dans le département de la Seine-Saint-Denis et la région Île-de-France.

## Histoire
Un nouveau découpage territorial de la Seine-Saint-Denis entre en vigueur à l'occasion des premières élections départementales suivant le décret du 21 février 2014. Les conseillers départementaux sont, à compter de ces élections, élus au scrutin majoritaire binominal mixte. Les électeurs de chaque canton élisent au Conseil départemental, nouvelle appellation du Conseil général, deux membres de sexe différent, qui se présentent en binôme de candidats. Les conseillers départementaux sont élus pour 6 ans au scrutin binominal majoritaire à deux tours, l'accès au second tour nécessitant 12,5 % des inscrits au 1er tour. En outre, la totalité des conseillers départementaux est renouvelée. Ce nouveau mode de scrutin nécessite un redécoupage des cantons dont le nombre est divisé par deux avec arrondi à l'unité impaire supérieure si ce nombre n'est pas entier impair, assorti de conditions de seuils minimaux. En Seine-Saint-Denis, le nombre de cantons passe ainsi de 40 à 21.
Le canton de Saint-Denis-2 est créé par ce décret. Il est formé de l'ancien canton de Stains et de la majeure partie de la commune Saint-Denis issue de l'ancien canton de Saint-Denis-Nord-Est. Il est entièrement inclus dans l'arrondissement de Saint-Denis. Le bureau centralisateur est situé à Saint-Denis.

## Représentation

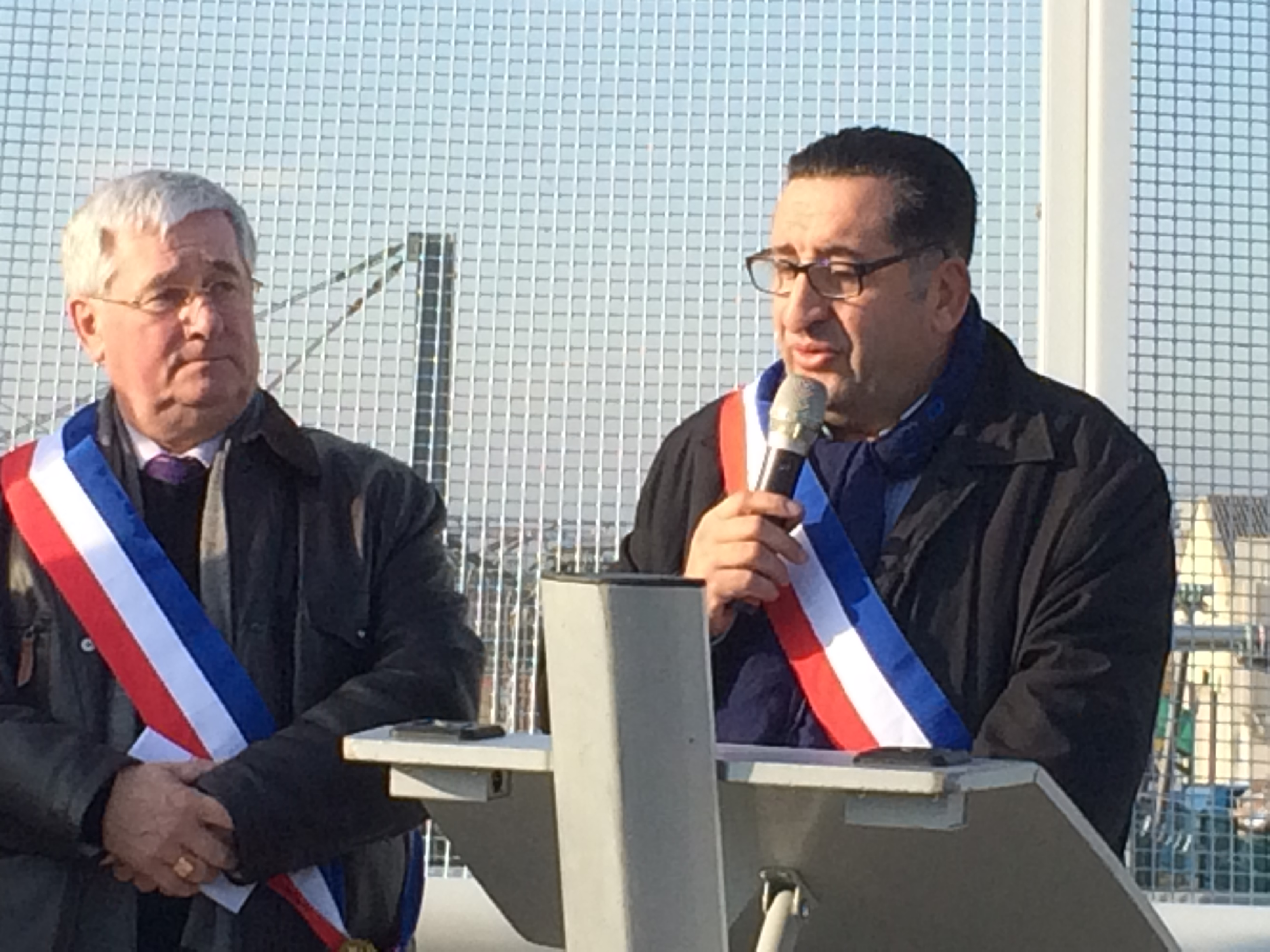
Azzedine Taïbi (au micro) lors de l'inauguration du pont Frida-Kahlo.

| Période élective | Période élective | Mandat | Mandat       | Identité        | Nuance | Nuance | Qualité |
| ---------------- | ---------------- | ------ | ------------ | --------------- | ------ | ------ | --- |
| 2015             | 2021             | 2015   | 30 juin 2021 | Silvia Capanema |        | PCF    | Conseillère municipale de Saint-Denis (2014 → 2020) Vice-présidente du conseil départemental (2015 → 2021) |
| 2015             | 2021             | 2015   | 30 juin 2021 | Azzédine Taïbi  |        | PCF    | Maire de Stains (2014 → ). Ancien conseiller général du canton de Stains (2001 → 2015)                     |
| 2021             | 2028             | 2021   | en cours     | Silvia Capanema |        | LFI    | Conseillère sortante                                                                                       |
| 2021             | 2028             | 2021   | en cours     | Azzédine Taïbi  |        | PCF    | Maire de Stains (2014 → ).                                                                                 |

### Résultats détaillés

#### Élections de mars 2015
À l'issue du 1er tour des élections départementales de 2015, deux binômes sont en ballottage : Silvia Capanema et Azzédine Taïbi (FG, 36,09 %) et Najia Amzal et Corentin Duprey (PS, 20,14 %). Le taux de participation est de 30,56 % (10 777 votants sur 35 264 inscrits) contre 36,83 % au niveau départemental et 50,17 % au niveau national. 
Au second tour, Silvia Capanema et Azzédine Taïbi (FG) sont élus avec 100 % des suffrages exprimés, le binôme formé par Najia Amzal et Corentin Duprey s'étant retiré, et un taux de participation de 22,68 % (5 590 voix pour 7 997 votants et 35 264 inscrits).

#### Élections de juin 2021
Le premier tour des élections départementales de 2021 est marqué par un très faible taux de participation (33,26 % au niveau national). Dans le canton de Saint-Denis-2 (Seine-Saint-Denis), ce taux de participation est de 19,46 % (7 167 votants sur 36 837 inscrits) contre 24,35 % au niveau départemental. À l'issue de ce premier tour, deux binômes sont en ballottage : Silvia Capanema et Azzédine Taïbi (Union à gauche, 44,09 %) et Katy Bontinck et Shems El Khalfaoui (Union à gauche avec des écologistes, 19,44 %).
Le second tour des élections est marqué une nouvelle fois par une abstention massive équivalente au premier tour. Les taux de participation sont de 34,36 % au niveau national, 26,47 % dans le département et 19,46 % dans le canton de Saint-Denis-2 (Seine-Saint-Denis). Silvia Capanema et Azzédine Taïbi (Union à gauche) sont élus avec 100 % des suffrages exprimés (5 044 voix pour 7 173 votants et 36 856 inscrits),,.

## Composition
| Nom                                 | Code Insee | Intercommunalité         | Superficie (km2) | Population (dernière pop. légale)                 | Densité (hab./km2) | Modifier                                    |
| ----------------------------------- | ---------- | ------------------------ | ---------------- | ------------------------------------------------- | ------------------ | ------------------------------------------- |
| Saint-Denis (bureau centralisateur) | 93066      | Métropole du Grand Paris | 15,77            | Fraction : 42 623 (2022) Commune : 148 907 (2022) | 9 442              | modifier les données · modifier les données |
| Stains                              | 93072      | Métropole du Grand Paris | 5,39             | 40 600 (2022)                                     | 7 532              | modifier les données · modifier les données |
| Canton de Saint-Denis-2             | 9317       |                          |                  | 83 223 (2022)                                     |                    | modifier les données                        |

Le canton de Saint-Denis-2 comprend :
1. la commune de Stains,
2. la partie de la commune de Saint-Denis non incluse dans le canton de Saint-Denis-1, soit celle située à l'est d'une ligne définie par l'axe des voies et limites suivantes : depuis la limite territoriale de la commune de Pierrefitte-sur-Seine, rue Jules-Védrines, avenue Lénine, avenue de Stalingrad, rue Gabriel-Péri, place du 8-Mai-1945, rue Gabriel-Péri, place de la Porte-de-Paris, boulevard Anatole-France, canal Saint-Denis, autoroute A1, rue Danielle-Casanova, avenue Paul-Vaillant-Couturier, rue Arthur-Fontaine, rue des Victimes-du-Franquisme, rue du Bec-à-Loué, avenue Jeanne-d'Arc, rue du Fort-de-l'Est, rue du Maréchal-Lyautey, jusqu'à la limite territoriale de la commune de La Courneuve.

## Démographie
En 2022, le canton comptait 83 223 habitants, en évolution de +3,29 % par rapport à 2016 (Seine-Saint-Denis : +4,67 %, France hors Mayotte : +2,11 %).
| 2013   | 2018   | 2022   |
| ------ | ------ | ------ |
| 75 969 | 79 743 | 83 223 |